# Каратогай (Мартукский район)
Каратога́й (каз. Қаратоғай) — село в Мартукском районе Актюбинской области Казахстана. Административный центр и единственный населённый пункт Каратогайского сельского округа. Находится примерно в 26 км к юго-востоку от центра села Мартук. Код КАТО — 154643100.

## Население
В 1999 году население села составляло 1634 человека (817 мужчин и 817 женщин). По данным переписи 2009 года в селе проживало 1659 человек (815 мужчин и 844 женщины).